# Спинола, Гастон
Гастон Спинола (фр. Gaston Spinola; ок. середины XVI века, Палермо — после 1612), сеньор д’Амбри, затем граф де Брюэ — военный и государственный деятель Испанских Нидерландов.

## Биография
Сын Аннибале Спинолы и N Леопорто, внук Чиприано Спинолы.
Воевал под командованием Хуана Австрийского в Африке, затем в войсках Алессандро Пармского в Нидерландах. Упоминается со своим итальянским терсио в составе войск, предназначенных для завоевания Англии. Участвовал в кампании во Фрисландии в 1591—1592 годах, затем, в губернаторство графа де Фуэнтеса, отличился во время наступления в Пикардии, и первым вошел в Камбре, который был захвачен у короля Франции немного позднее, 14 августа 1595.
В следующем году эрцгерцог Альбрехт VII Австрийский ввел Спинолу в свое окружение и пожаловал ему должность великого конюшего. 15 августа 1597 Спинола был назначен губернатором Лимбурга и области за Маасом. 10 ноября принес присягу Альбрехту, а 20-го штатам Лимбурга. Это назначение вызвало сильное недовольство местной знати, видевшей, что на важные должности назначаются иностранцы. На Генеральных штатах 1600 года депутаты от Лимбурга и трех областей за Маасом просили штатгальтера упразднить должность губернатора или, по меньшей мере, назначить на нее природного лимбуржца или брабантца, который знает местный язык.
Альбрехт и Изабелла не придали никакого значения этим просьбам, и Спинола не только участвовал в открытии Генеральных штатов в апреле 1600, но и получил должность шателена Фокемона.
Гастон участвовал в битве при Ньивпорте и осаде Остенде. 17 апреля 1603 Филипп III возвел его в достоинство рыцаря ордена Сантьяго, а через три года сделал графом Брюэ в Артуа.
В 1612 году был отставлен от губернаторства в Лимбурге и назначен великим бальи и капитан-генералом Турне, Турнези, Мортана и Сент-Амана (23 марта 1612), вместо умершего Филиппа де Кроя, графа де Сольр.

## Семья
Жена (26.06.1586): Мари де Ранти, дама де Брюэ, дочь Удара де Ранти, сеньора де Брюэ, и Мари де Рекур, вдова Жоржа де Линя, сеньора де Фокемберг, и Эсташа де Равенеля, сеньора де Рантиньи
Дети:
- Бертен-Удар Спинола (ум. 1618), граф де Брюэ. Жена (1609): Клер де Линь д’Аренберг (20.08.1594—1670), дочь князя Шарля д’Аренберга и Анны Изабеллы де Крой, герцогини де Крой и ван Арсхот, и принцессы де Шиме